# Egenhausen
Egenhausen é um município da Alemanha, no distrito de Calw, na região administrativa de Karlsruhe, estado de Baden-Württemberg.